# Erwin Resch
Erwin Resch, né le 4 mars 1961 à Mariapfarr, est un skieur alpin autrichien.

## Palmarès

### Jeux olympiques
| Édition / Épreuve | Descente | Slalom géant | Slalom |
| ----------------- | -------- | ------------ | ------ |
| JO 1984 Sarajevo  | 11e      | —            | —      |

### Championnats du monde
| Édition / Épreuve           | Descente | Super G                          | Slalom géant | Slalom | Combiné |
| --------------------------- | -------- | -------------------------------- | ------------ | ------ | ------- |
| Mondiaux 1982 Schladming    | Bronze   | Épreuve inexistante à cette date | —            | —      | —       |
| Mondiaux 1987 Crans-Montana | 16e      | —                                | —            | —      | —       |

### Coupe du monde
- Meilleur résultat au classement général : 12e en 1982 et 1984
  - 3 victoires : 3 descentes

#### Différents classements en coupe du monde
| Saison / Épreuve | Saison / Épreuve | Général | Général | Descente | Descente |
| ---------------- | ---------------- | ------- | ------- | -------- | -------- |
| Saison / Épreuve | Saison / Épreuve | Class.  | Points  | Class.   | Points   |
| 1979             | 1979             | 63e     | 14      | 28e      | 14       |
| 1981             | 1981             | 43e     | 32      | 15e      | 32       |
| 1982             | 1982             | 12e     | 76      | 4e       | 76       |
| 1983             | 1983             | 25e     | 73      | 4e       | 73       |
| 1984             | 1984             | 12e     | 91      | 2e       | 91       |
| 1986             | 1986             | 25e     | 72      | 7e       | 72       |
| 1987             | 1987             | 28e     | 48      | 12e      | 52       |
| 1989             | 1989             | 41e     | 24      | 18e      | 24       |
| 1990             | 1990             | 63e     | 16      | 21e      | 16       |
| 1991             | 1991             | 67e     | 9       | 26e      | 9        |

#### Détail des victoires
| Édition / Épreuve | Descente    | Total |
| 1982              | Val Gardena | 1     |
| 1983              | Val d'Isère | 1     |
| 1984              | Schladming  | 1     |
| Total             | 3           | 3     |

### Arlberg-Kandahar
- Meilleur résultat : 2e place dans la descente 1984 à Garmisch